# Anastassija Schwedawa
Anastassija Schwedawa (geb. Anastassija Wassiljewna Iwanowa, belarussisch Анастасія Васільеўна Шведава; * 3. Mai 1979 in Leningrad, Sowjetunion) ist eine belarussische Leichtathletin russischer Herkunft.

## Erfolge
Unter ihrem Geburtsnamen Iwanowa gewann sie bei der Sommer-Universiade 2003 in Daegu die Silbermedaille im Stabhochsprung. 2004 wurde sie russische Meisterin und nahm an den Olympischen Spielen in Athen teil, wo sie jedoch in der Qualifikation ausschied.
Seit dem 20. Juli 2009 besitzt Schwedawa die belarussische Staatsbürgerschaft und startet seitdem international für Belarus. Bei den Leichtathletik-Europameisterschaften 2010 in Barcelona belegte sie den vierten Platz und bei den Leichtathletik-Halleneuropameisterschaften 2011 in Paris den achten Platz.